# 特拉韦多纳-莫纳泰
特拉韦多纳-莫纳泰（義大利語：Travedona-Monate），是意大利瓦雷泽省的一个市镇。总面积9平方公里，人口4009人，人口密度445.4人/平方公里（2009年）。国家统计（ISTAT）代码为012128。